# Andropolia
Andropolia is een geslacht van motten van de familie Noctuidae. 

## Soorten
- Andropolia aedon Grote, 1880
- Andropolia contacta Walker, 1856
- Andropolia diversilineata Grote
- Andropolia extincta Smith, 1900
- Andropolia ochracea Smith, 1900
- Andropolia olga Smith, 1911
- Andropolia olorina Grote, 1876
- Andropolia sansar Strecker, 1898
- Andropolia theodori (Grote, 1878)

## Voormalige soorten
- Andropolia dispar is nu Fishia dispar (Smith, 1900)
- Andropolia lichena is nu Aseptis lichena (Barnes & McDunnough, 1912)
- Andropolia pallifera is nu Apamea pallifera (Grote, 1877)